# Dvorec (okres Bánovce nad Bebravou)
Dvorec je obec na Slovensku v okrese Bánovce nad Bebravou.
Leží v nadmořské výšce 210 metrů. Žije zde 475 obyvatel.
První písemná zmínka o obci je z roku 1455. V obci je zámeček z 2. poloviny 19. století.